# Fourtino
Em astronomia, um fourtino é um objeto transnetuniano em ressonância média de 1:4 com o planeta Netuno. A cada uma volta em torno do Sol que um fourtino faz, Netuno completa quatro. O nome refere-se apenas à ressonância orbital e não implica nenhuma característica física. Os fourtinos orbitam dentro da parte interna do disco disperso, próximos da borda externa do cinturão de Kuiper. A origem do nome fourtino é em analogia aos plutinos.

## Fourtinos conhecidos
Atualmente são conhecidos apenas dois fourtinos:
- 2000 PF30
- 2003 LA7
- 2008 UA332
- 2011 UP411